# Marcus Annæus Lucanus

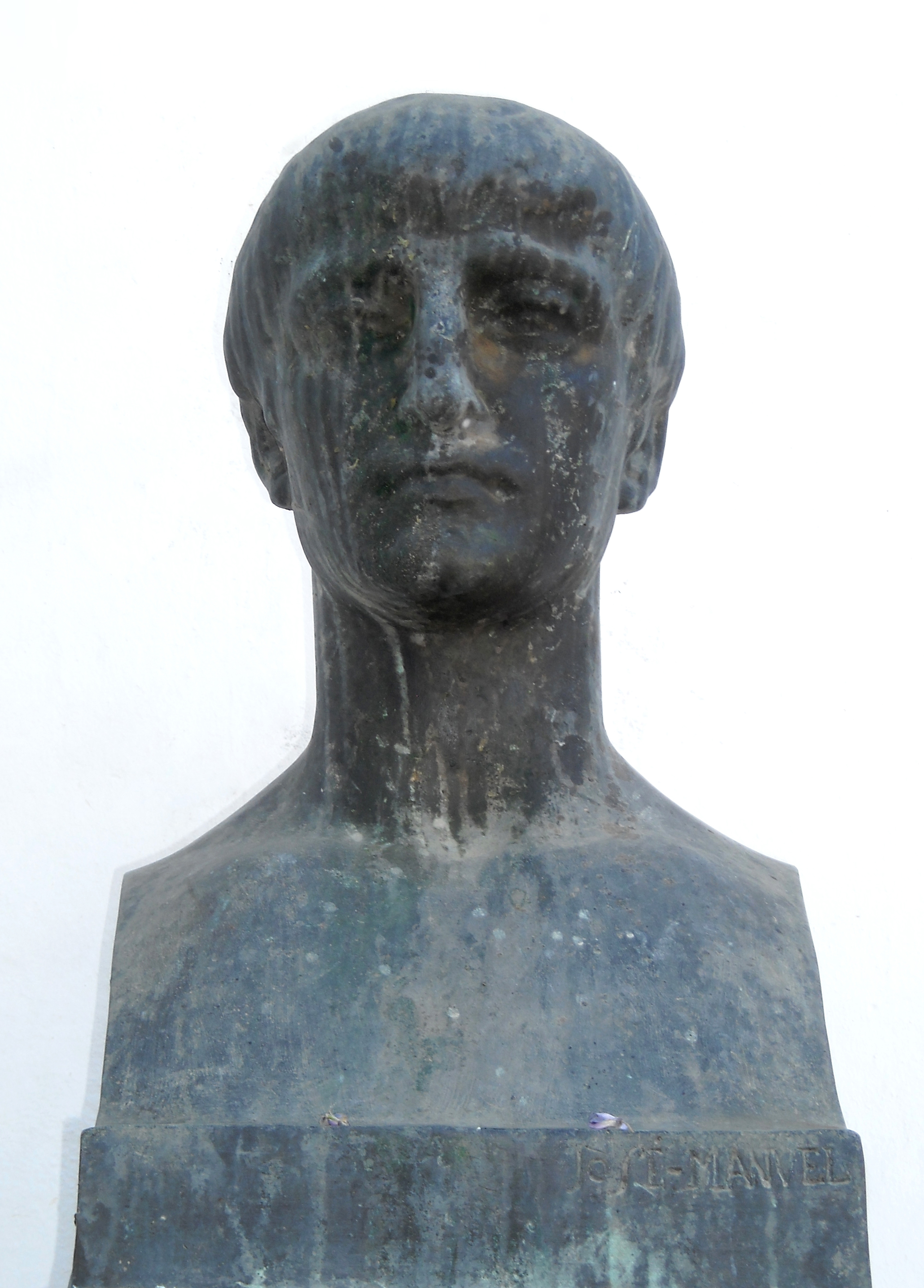
Byst föreställande Marcus Annæus Lucanus.

Marcus Annæus Lucanus, född 3 november 39 e.Kr. i Cordoba i Hispania Baetica, nuvarande Spanien, död 30 april 65 i Rom, var en romersk skald, sonson till Seneca den äldre och brorson till Seneca den yngre.

## Biografi
Förmodligen på Seneca den yngres förord blev han efter studier i Rom och Aten befordrad till statsämbete av kejsar Nero och upptagen bland kejsarens förtrogna. Han bibehöll sig dock inte länge i Neros gunst, vare sig till följd av den kejserlige dilettantens avundsjuka eller genom eget förvållande och blev så oppositionsman. Som deltagare i Pisos sammansvärjning blev han av kejsaren tvingad att begå självmord år 65.

## Författarskap

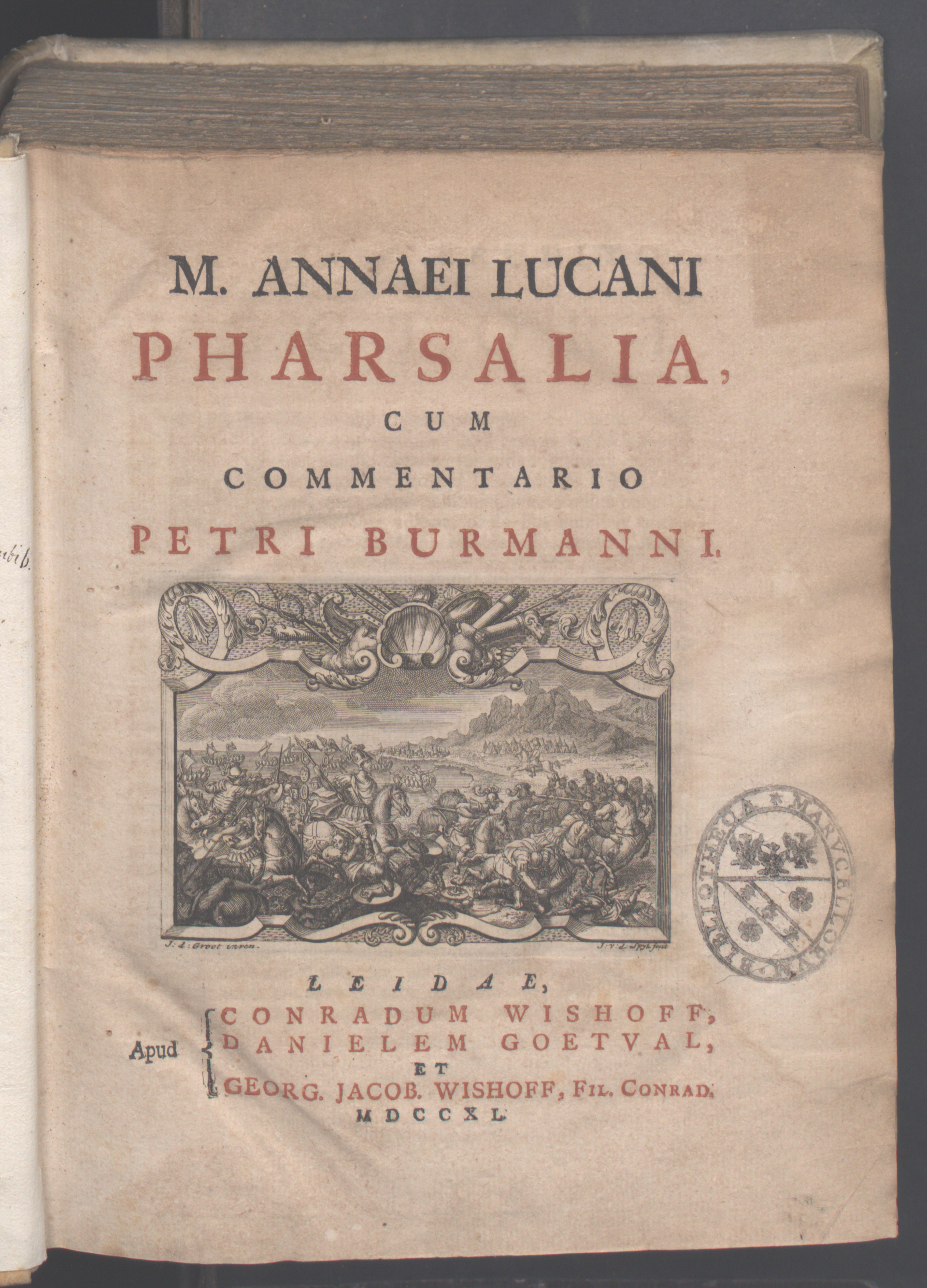
Pharsalia, 1740

Lucanus författade flera arbeten (mest dikter), men bara ett finns i behåll, nämligen det ofullbordade skaldestycket Pharsalia, som behandlar det medborgerliga kriget emellan Caesar och Pompejus. Det omfattar tio böcker och innehåller krigets historia till Caesars belägring av Alexandria. Arbetet, författat med Livius verk som källa, äger historiskt värde i sina enskildheter, men skalden har särskilt i böckerna från den fjärde ställt sig på en ensidig partiståndpunkt, i det att han låtit Pompejus gälla som målsman för Roms frihet. 
Ämnet är retoriskt behandlat enligt tidens smak, och framställningen är kraftig, men starkt färglagd, stundom patetisk, och rik på beskrivningar, i vilka det rätta måttet inte alltid är iakttaget. Dikten, vid vilken sista handen inte är lagd, blev populär väl mest för sin republikanska hållning och lästes flitigt, även under medeltiden.